# Giuseppe Gallignani
Giuseppe Gallignani (né le 9 janvier 1851 à Faenza – mort le 14 décembre 1923 à Milan) est un compositeur, pédagogue, organiste et chef d'orchestre italien.

## Biographie
Organiste et chef d'orchestre, il a fait ses études au Conservatoire de Milan. Plus tard, il s'est fait connaître du public par de nombreux concerts en Europe, en particulier en tant que chef d'orchestre. Puis, en 1860, il est parvenu à présenter son premier opéra dans le cadre d'un salon privé. Poursuivant son travail de compositeur, il a réussi à faire représenter au Teatro Carcano en 1876 l'opéra Atala puis, en 1888 à la Scala l'opéra Nestorius, où les critiques ont reconnu une grande maîtrise de l'harmonie et du contrepoint, ainsi que le sens de la couleur orchestrale, mais en même temps, notaient une pénurie de l'invention mélodique et du sentiment.
Giuseppe Gallignani a été directeur du Conservatoire de Parme, nommé en 1891 grâce à l'appui de Giuseppe Verdi, impressionné par sa formation musicale après son article sur Othello. Par la suite, en 1897, il sera nommé directeur du Conservatoire de Milan, qui à son initiative recevra le nom de Verdi, et qu'il dirigera pendant un quart de siècle, presque jusqu'à sa mort.
Son activité d'organiste n'a pas cessé; il a composé pour l'orgue de nombreuses pages de musique sacrée, dont beaucoup sont conçues pour la liturgie. Entre 1884 et 1891, il a occupé le poste de directeur du chœur de la cathédrale de Milan. Il a appartenu à un groupe de musiciens, dont Lorenzo Perosi, qui ont fondé à Milan ce qu'on a appelé le « Mouvement Ceciliano », et grâce à ce dernier, un retour d'intérêt pour la musique sacrée, grâce également à l'« Association Santa Cecilia » et à la revue militante « Musica Sacra », dont il est ensuite devenu directeur.
Giuseppe Gallignani a été membre de la Commissione permanente d'Arte musicale (qui comprenait Marco Enrico Bossi, Luigi Mancinelli, Arturo Toscanini), commission qui travaillait à une réforme ambitieuse des programmes ministériels pour l'organisation et le règlement des conservatoires. Devenu impopulaire dans les années vingt, à peine créé le gouvernement fasciste, et objet d'une campagne de diffamation menée par certains enseignants de son institut, Gallignani voit son projet de réforme affaibli par la critique, et ensuite complètement mis de côté. Ce fait, et la mise à pied soudaine de son poste de directeur du Conservatoire de Milan, ont été probablement les principales causes qui l'ont conduit à se suicider peu après. Cela a provoqué, entre autres choses, une violente réaction de la part d'Arturo Toscanini, qui, en colère, a retourné une couronne mortuaire envoyé par le ministre de l'Éducation de l'époque, Giovanni Gentile, et a empêché avec véhémence la lecture d'une oraison funèbre que devait faire un enseignant, considéré par Toscanini, comme directement responsable de la diffamation qui avait touché Gallignani.
Parmi ses élèves, on trouve Giovanni Tebaldini.

## Œuvres
- Il sindaco cavaliere, (Milan, 1870) opera buffa en trois actes
- Il grillo del focolare, (Gênes, 27 janvier 1873), opera semi-seria en trois actes, livret de Giuseppe Gallignani
- Atala, (Milan, 30 mars 1876) mélodrame en trois actes, sur un livret de di E. Praga
- Nestorio, (Milan, 31 mars 1888) drame lyrique, sur un livret de F. Fulgonio
- Lucia di Settefonti, (1897) légende sacrée, livret de Corrado Ricci
- In alto, (1921) action lyrique en quatre épisodes, livret de Giuseppe Gallignani
- Requiem, pour le roi Humbert Ier

## Source
- (it) Cet article est partiellement ou en totalité issu de l’article de Wikipédia en italien intitulé « Giuseppe Gallignani » (voir la liste des auteurs).